# Izkia Siches
Izkia Jasvin Siches Pastén, née le 4 mars 1986 à Arica, est une médecin et femme politique chilienne. Elle est ministre de l'Intérieur entre le 11 mars et le 6 septembre 2022.

## Biographie

### Origines et études
Née le 4 mars 1986 à Arica, dans la province du même nom, au sein de la région de Tarapacá (actuelle région d'Arica et Parinacota), elle est la fille du compteur Guido Said Siches Bahamondes et de la technicienne médicale Miriam Nora Pastén Ávalos. Elle s'engage civilement en mai 2019 à La Serena, avec Christian Antonio Yaksic Zúñiga.
Elle passe son enfance à Maipú, dans la région métropolitaine de Santiago. Elle étudie à l’école de l’Institut Bernardo O’Higgins de Maipú.
En 2004, elle entre à l'université du Chili pour y étudier la médecine. Pendant cette période, elle milite au sein des Jeunesses communistes du Chili (JJCC). Elle est membre du Sénat de l’Université entre 2010 et 2012. Auparavant, elle est présidente du centre étudiant de la Faculté de médecine occidentale et conseillère de la Fédération des étudiants de l’Université du Chili (es) (FECH). En 2008, elle est chargée du campus clinique de l’Association des étudiants en médecine. Elle crée, avec certains de ses collègues, le magazine Hipocampo, où les souvenirs sont gardés, les rêves naissent.

### Carrière médicale
Après avoir obtenu son diplôme en chirurgie, elle se spécialise en médecine interne et obtient un master en santé publique. Depuis 2014, elle travaille comme infectiologue à l'hôpital San Juan de Dios (es) de Quinta Normal.
En 2014, elle est présidente du conseil régional de Santiago du Collège médical du Chili. Deux ans plus tard, elle rejoint l'organisation Médicos sin Marca. En 2017, elle est élue présidente du Collège médical du Chili (es) et devient la première femme à occuper ce poste. Elle devient ainsi la présidente de l'équivalent de l'Ordre des médecins de ce pays le 29 mai 2017, obtenant 6 197 voix, soit 53,1 % du corps médical électoral en faveur de l'élection de sa liste.
En 2020, elle devient une personne très écoutée sur la stratégie à adopter face à la crise sanitaire du Covid-19. Elle parvient à regrouper l'ensemble des partis pour communiquer sur l'évolution de la pandémie ainsi que pour appuyer les décisions de précaution prises par le gouvernement chilien, usant de sa crédibilité et de son activité suivie sur plusieurs réseaux sociaux,,,,. Cela se fait non sans s'opposer très ouvertement au gouvernement en place ou en proposant des mesures différentes de celles données par le ministre de la Santé Jaime Mañalich (es).

### Carrière politique
Politiquement, elle se définit comme de gauche. Après son passage au JJCC, El Mercurio indique qu’elle était liée au Front large.
En janvier 2022, elle est désignée ministre de l'Intérieur par le nouveau président Gabriel Boric et est investie immédiatement après lui le 11 mars suivant. Le 6 septembre, elle quitte sa fonction et est remplacée par Carolina Tohá.

## Distinctions
En 2020, l'Association des correspondants de la presse internationale au Chili la reconnaît comme personnalité de l'année,.
En 2021, elle fait partie de la liste 2021 TIME100 Next du magazine Time, une liste des 100 leaders du futur. Elle reçoit également le prix Exceptional Women of Excellence du Women Economic Forum.